# Pilosocereus pachycladus

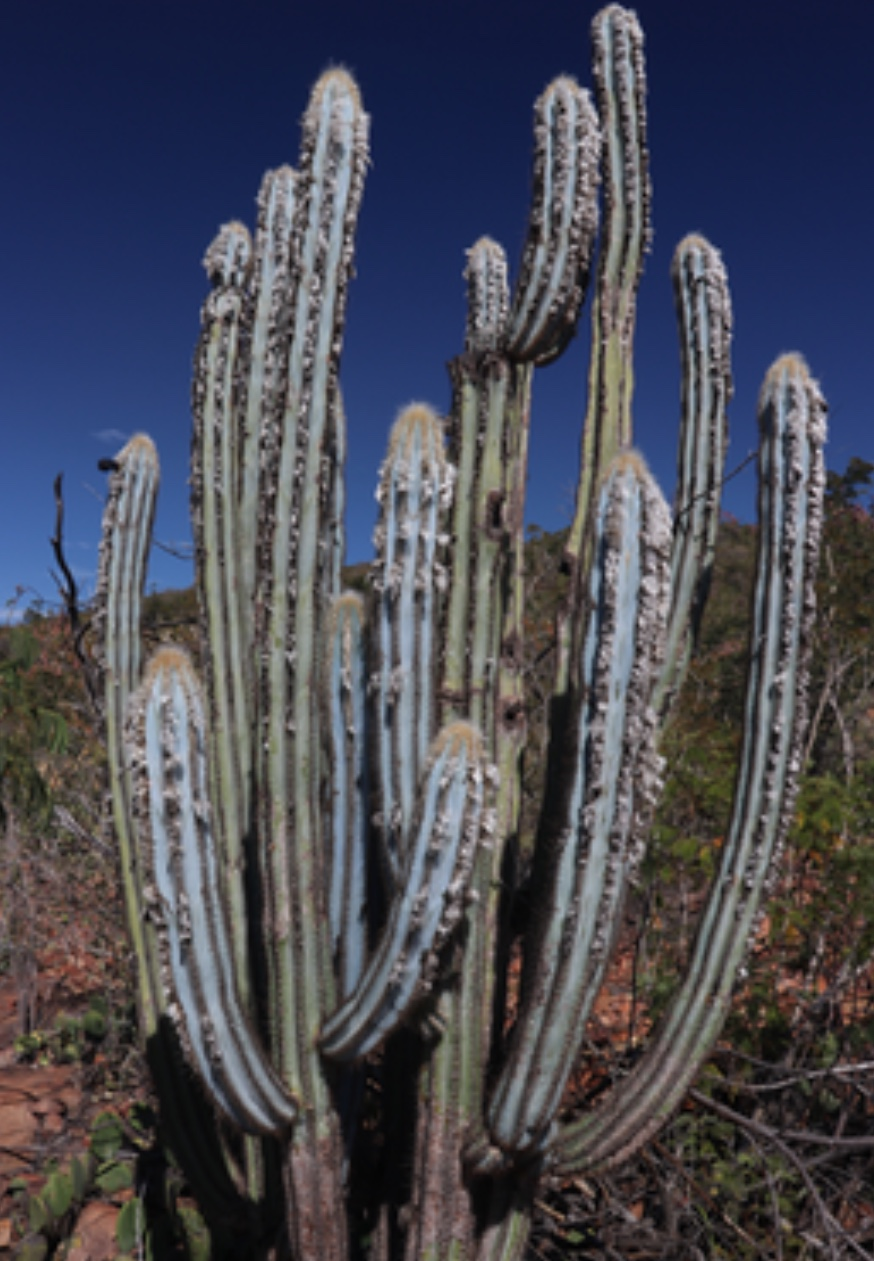
Pilosocereus pachycladus Bahia 2018

Pilosocereus pachycladus ist eine Pflanzenart in der Gattung Pilosocereus aus der Familie der Kakteengewächse (Cactaceae). Das Artepitheton pachycladus leitet sich von den griechischen Worten pachys für ‚dick‘ sowie klados für ‚Zweig‘ ab. Trivialnamen sind „Facheiro“, „Facheiro Azul“ und „Mandacarú de Facho“.

## Beschreibung
Pilosocereus pachycladus wächst meist baumförmig und erreicht Wuchshöhen von 2 bis 10 Metern. Die aufrechten, glatten, graugrünen bis blaugrünen, glauken Triebe haben Durchmesser von 5,5 bis 11 Zentimeter. Es sind 5 bis 19 Rippen vorhanden, die in der Nähe der Triebspitzen quer gefurcht sind. Die durchscheinenden, anfangs goldgelben Dornen vergrauen später. Die 1 bis 12 aufsteigenden bis abstehenden Mitteldornen sind 1 bis 30 Millimeter lang. Die 8 bis 18 ausgebreiteten Randdornen sind 5 bis 15 Millimeter lang. Der blühfähige Teil der Triebe befindet sich nahe der Spitze und ist wenig bis deutlich unterscheidbar. Er umfasst eine bis mehrere Rippen.
Die sehr variablen Blüten sind 4 bis 7 Zentimeter lang und weisen Durchmesser von 2,2 bis 4,5 Zentimetern auf. Die niedergedrückt kugelförmigen Früchte reißen seitlich auf und enthalten ein magentafarbenes Fruchtfleisch.

## Verbreitung, Systematik und Gefährdung
Pilosocereus pachycladus ist im Nordosten von Brasilien verbreitet.
Die Erstbeschreibung wurde 1979 von Friedrich Ritter veröffentlicht.
Es werden die folgenden Unterarten unterschieden:
- Pilosocereus pachycladus subsp. pachycladus
- Pilosocereus pachycladus subsp. pernambucoensis (F.Ritter) Zappi
- Pilosocereus pachycladus subsp. viridis N.P.Taylor & Albuq.-Lima

In der Roten Liste gefährdeter Arten der IUCN wird die Art als „Least Concern (LC)“, d. h. als nicht gefährdet geführt.

## Nachweise